# Sigurd I. Jorsalfar
Sigurd I. Magnusson, později zvaný Sigurd I. Jorsalfar (staronorsky Sigurðr Jórsalafari – ten, jenž táhl do Jeruzaléma, 1090? – 26. března 1130 Oslo) byl norský král v letech 1103–1130. Nejprve se o vládu dělil se svými bratry Olavem a Øysteinem a samostatné vlády se ujal až roku 1123.

## Mládí a nástup na trůn
V roce 1098 mladý Sigurd doprovázel svého otce krále Magnuse III. na výpravu na Orknejské ostrovy, Hebridy a do Irského moře. Ten rok se stal Sigurd králem Orknejských ostrovů a stejně tak se na ostrovy přesunuly úřady jarlů. Není zcela jasné, zda se Sigurd po expedici vrátil se svým otcem zpět do Norska. Je však známo, že byl na ostrovech přítomen, když sem opět zavítal král Magnus III. v roce 1103. Ten vyjednal s irským vládcem z Dublinu Muircheartachem Ua Briainem spojenectví založené na sňatku Muircheartachovy dcery se Sigurdem. Nicméně o rok později byl Magnus III. v Ulsteru zabit a čtrnáctiletý Sigurd se vrátil do Norska, aby se se svými bratry chopil královské koruny.

## Poutník a křižák

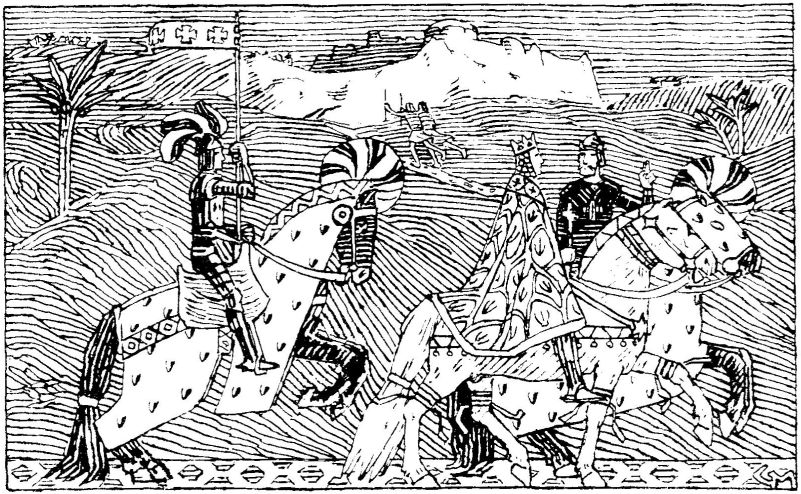
Král Sigurd I. ve společnosti jeruzalémského krále Balduina I., ilustrace Gerharda Munthea

V roce 1107 Sigurd I. vedl kontingent na podporu nových křižáckých států, které vznikly po první křížové výpravě na Blízkém východě – do Jeruzalémského království. Stal se tak prvním evropským vladařem, který se vydal na křížovou výpravu, za což si vysloužil svou pozdější přezdívku Jorsalfal, pod kterou jej dějiny znají.
Jeho výprava vedla po moři a nejprve se výprava zastavila v Lisabonu, kde se angažoval v potyčce mezi místními křesťanskými vládci a Maury na několika různých ostrovech. V sicilském Palermu navštívil sicilského krále Rogera II. a zastavil se i v Konstantinopoli. V Jeruzalémě nakonec spojil své vojenské síly s králem Balduinem I., kterému v roce 1110 pomohl dobýt přístavní město Sidon.

## Norský král
Po návratu do Norska v roce 1111 si Sigurd I. zvolil za své sídelní město Konghelle (dnešní Kungälv ve Švédsku) a nechal zde vybudovat hrad, kam umístil relikvie (tříska z Pravého kříže), které si přivezl od krále Balduina z Palestiny. V roce 1123 vytáhl znovu do boje ve jménu křesťanství, tentokrát do švédského Smålandu, jehož obyvatelé křesťanství nejprve přijali, ale poté se od něj odvrátili a začali znovu uctívat staré pohanské bohy.
Během Sigurdovy vlády upevnila v Norsku svou moc latinská církev a král nechal zavést placení desátků. Ve Stavangeru nechal král zřídit diecézi, aby nebyl odkázán na biskupa v Bergenu, se kterým neměl nejlepší vztahy.
Král Sigurd I. Jorsalfar zemřel v roce 1130 a byl pohřben v kostele Hallvardskirken v Oslu. Zanechal však po sobě pouze dceru, ale ne legitimního syna, který by mohl nastoupit na norský trůn. Tato situace vedla k mocenskému zápasu mezi různými nelegitimními syny zemřelého krále a nejrůznějšími zájmovými skupinami, což vyústilo v otevřenou občanskou válku.

## Potomci
Po rozluce s irskou princeznou Blathmin O'Brien se Sigurd oženil s Malmfrid Kyjevskou. Manželství nebylo šťastné a vzešla z něj jediná dcera:
- Kristina (1125–1178); provdala se za norského šlechtice Erlinga Skakke a byla matkou norského krále Magnuse V.

Během manželství s Malmfridou měl Sigurd milenku Borghild Olavsdatter a jejich synem byl budoucí Magnus IV. V roce 1128 Sigurd manželství nechal anulovat, aby se mohl oženit se ženou jménem Cecilie.